# Джин Сіммонс (акторка)
Джин Мерилін Сі́ммонс (англ. Jean Merilyn Simmons; 31 січня 1929 — 22 січня 2010) — голлівудська акторка і танцюристка англійського походження.

## Біографічні відомості
Народилася в Лондоні. У 1950 році одружилася з актором Стюартом Ґренджером, з яким пізніше знялася в декількох фільмах.
За свою акторську кар'єру, яка почалася з 14-річного віку, Сіммонс знялася в понад 50 кіно- й телефільмах. Серед найвідоміших ролей — Офелія у стрічці 1948 року «Гамлет» Лоуренса Олів'є, а також Естелла в екранізації роману Чарльза Діккенса «Великі надії» Девіда Ліна (1946 рік), Варінія у «Спартак» Стенлі Кубрика (1960).
У 1970-х роках Сіммонс почала зніматися на телебаченні. За роль Фіони Клірі у серіалі «Співаючі в тернині» (1983) була удостоєна премії «Еммі». У 1988 році, після десятирічної перерви, знову з'явилася на великому екрані у фільмі «Світанок» з Ентоні Гопкінсом і Г'ю Ґрантом.
Була одружена з актором Стюартом Ґренджером (1950—1960) і режисером Річардом Бруксом (1960—1977). Народила двох дочок, Трейсі Ґренджер (1956) і Кейт Брукс. У 1986 році пройшла курс лікування від алкоголізму і пізніше поселилася у Санта-Моніці в Каліфорнії.
Сіммонс двічі номінувався на «Оскар», отримала «Золотий глобус» в 1956 році і була визнана гідною «Еммі» у 1983 за роль у серіалі «Ті, що співають у терні».
22 січня 2010 року 80-річна акторка померла у своєму будинку у Санта-Моніці від раку легенів.

## Вибрана фільмографія
- 1944 — Sports Day — Пеггі
- 1944 — Give us the Moon — Гайді
- 1944 — Містер Еммануель (Mr. Emmanuel) — Саллі Купер
- 1945 — Kiss the Bride Goodbye — Моллі Додд
- 1945 — Meet Sexton Blake — Єва Воткінс
- 1945 — Тернистим шляхом до зірок (The Way to the Stars) — співачка
- 1945 — Цезар та Клеопатра (Caesar and Cleopatra) — арфістка (у титрах не вказана)
- 1946 — Великі сподівання — молода Естелла
- 1947 — The Woman in the Hall — Джей Блейк
- 1947 — Дядько Сайлас (Uncle Silas) — Керолайн Рутін
- 1947 — Чорний нарцис (Black Narcissus) — Канчі
- 1947 — Голодна гора (Hungry Hill) — Джин Бродрік
- 1948 — Гамлет (Hamlet) — Офелія
- 1949 — Блакитна лагуна (The Blue Lagoon) — Еммелайн Фостер
- 1949 — Адам та Евелін (Adam and Evelyne) — Евелін Воллас
- 1950 — Так довго на ярмарку (So Long at the Fair) — Вікі Бартон
- 1959 — Золота клітка (Cage of Gold) — Джудіт
- 1950 Тріо (Trio) — Іві Бішоп
- 1951 — Метелики (The Clouded Yellow) — Софі Мальро
- 1952 — Ангельське обличчя (Angel Face) — Діана Трімейн
- 1952 — Андрокл та лев (Androcles and the Lion) — Лавінія
- 1953 — Крихітка Бесс Young Bess — принцеса Єлизавета
- 1953 — Роман з незнайомцем (Affair with a Stranger) — Керолайн Паркер
- 1953 — Плащаниця (The Robe) — Діана
- 1953 — Акторка (The Actress) — Рут Гордон
- 1954 — She Couldn't Say No (AKA Beautiful but Dangerous) — Корбі Лейн
- 1954 — Єгиптянин (The Egyptian) — Меріт
- 1954 — A Bullet Is Waiting — Келлі Кенем
- 1954 — Кохання імператора Франції (Désirée) — Дезіре Кларі
- 1955 — Кроки в імлі (Footsteps in the Fog) — Лілі Воткінс
- 1955 — Хлопці та лялечки (Guys and Dolls) — Сара Браун
- 1956 — Гільда Крейн / (Hilda Crane) — Гільда Крейн Бернс
- 1957 — Довгоочікувана ніч / (This Could Be the Night) — Енн Лідс
- 1957 — Допоки не попливуть / (Until They Sail) — Барбара Леслі Форбс
- 1958 — Велика країна / (The Big Country) — Джулі Марагон
- 1960 — Спартак / (Spartacus) — Варінія
- 1960 — Елмер Гантрі / (Elmer Gantry) — Сестра Шерон Фальконер
- 1979 — Домінік (Dominique) — Домінік Баллард
- 1983 — Ті, що співають у терні (The Thorn Birds) — Фіона Клірі
- 1989 — Вона написала вбивство (Murder, She Wrote) — Юдора Маквей
- 1991 — Міс Марпл: Гра дзеркал (They Do It With Mirrors) — Керрі-Луїза Сераколд